# Сан-Хоакін (долина)
36°37′44″ пн. ш. 120°11′06″ зх. д. / 36.628888888889° пн. ш. 120.185° зх. д.
Долина Сан-Хоакін (англ. San Joaquin Valley, [ˌsæn hwɑːˈkiːn]) — частина Центральної долини штату Каліфорнії, США, яка лежить на південь від дельти річок Сакраменто і Сан-Хоакін і омивається водами річки Сан-Хоакін. В долині Сан-Хоакін знаходяться сім округів Північної Каліфорнії (повністю округу Кінгс і Сан-Хоакін; велика частина округів Фресно, Мерсед, Станіслаус; частина округів Мадера, Туларе) і округ Керн Південної Каліфорнії. Хоча більша частина долини є сільською, в ній розташовані декілька великих міст: Фресно, Бейкерсфілд, Стоктон, Модесто, Терлоке, Портервіль, Вісалія, Мерсед, і Ганфорд.

## Географія
Долина Сан-Хоакін простягається від дельти річок Сакраменто і Сан-Хоакін на півночі до гір Техачапі на півдні, від прибережних масивів Каліфорнії на Заході до гір Сьєрра-Невада на сході. На відміну від долини Сакраменто, річкова система долини Сан-Хоакін не займає всю територію. Більша частина вод долини на південь від Фресно впадала в озеро Туларе, яке зникло через пересихання джерел. Основна річка долини Сан-Хоакін, яка протікає на північ через приблизно половину території долини. Річки Кінгс і Керн знаходяться в південній безстічній області долини, вони активно використовувалися в сільському господарстві і практично пересохли в низовинах.

### Геологічна історія
Долина Сан-Хоакін почала формуватися близько 66 млн років тому на початку епохи Палеоцену. Великі коливання рівня води в морі призвели до затоплення частин долини океанською водою протягом 60 мільйонів років. Близько 5 мільйонів років тому море почало відступати через підняття прибережних хребтів і відкладення наносів у долині. 2 млн років тому через серію льодовикових періодів більша частина долини регулярно ставала прісноводним озером. Озеро Коркоран було останнім великим озером на території долини (близько 700 000 років тому). На початку Голоцену в південній частині долини залишилися три великі озера: озеро Туларе, озеро Буена-Віста і озеро Керн. В кінці XIX століття і в XX столітті, сільськогосподарське використання річки Керн призвело до зникнення цих озер. У XXI столітті залишилися тільки фрагменти озера Буена-Віста у вигляді двох маленьких озер (Уебб і Еванс).

### Клімат
В долині Сан-Хоакін спекотне і сухе літо і прохолодна і дощова зима. Дощовий сезон триває з листопада по квітень, але з початку посухи в 2011 році можлива повна відсутність опадів. Посуха збереглася до середини серпня 2014 року. Дослідження НАСА показують, що частини долини Сан-Хоакін опускаються майже на п'ять сантиметрів кожен місяць через підвищення витрат підземних вод під час посухи. Одне з міст опустилось більш ніж на 1 фут.
Управління метеорологічними прогнозами долини Сан-Хоакін Національної служби погоди знаходиться в Генфорді. Прогнози погоди і кліматологічна інформація для долини доступні на офіційному сайті.

## Населення
Загальне населення восьми округів, що входять в долину Сан-Хоакін, за даними перепису 2010 року становило 3971659 осіб.

## Економіка

### Сільське господарство
За деякими оцінками, федеральні обмеження на використання іригаційної системи загрожують економічному становищу долини Сан-Хоакін, яка виробляє більшу частину продовольчих товарів Каліфорнії. В долині вирощується виноград (кухонний, у вигляді родзинок і вина), бавовна, горіхи (особливо мигдаль і фісташки), цитрусові і овочі. «Горіхи DeRuosi» є одним з найбільших заводів з переробки волоських горіхів, він був відкритий в центрі долини в Эскалоні в 1947 році. В Стоктоні виробляється більша частина спаржі, споживаної в США, Фресно є найбільшим виробником родзинок. Велика рогата худоба і вівці також є важливими для економіки долини. В останні роки розширилося значення молочного тваринництва.
Незважаючи на високу продуктивність сільського господарства, долина Сан-Хоакін має найвищий в штаті рівень продовольчої безпеки.
Між 1990 і 2004 роками, 28 092 га (70 231 акрів) сільськогосподарських земель були віддані для розвитку міст в долині Сан-Хоакін. До серпня 2014 року, трирічна посуха призвела до змін у галузі сільського господарства в долині. Фермери почали використовувати складні зрошувальні системи та очищені стічні води для кормових культур, багато перейшли від вирощування бавовни до інших культур.

### Паливо
Каліфорнія є одним з основних нафтовидобувних штатів, і долина Сан-Хоакін є основною державною нафтовидобувною територією. Нафтові свердловини на малих нафтових родовищах розташовані по всьому регіону, існує кілька великих родовищ, найбільш відоме Мідуей-Сансет, третє за величиною нафтове родовище в США.

### Культура
Долина Сан-Хоакін грала роль в розвитку американського кантрі, соулу, ню-металу, R&B і хіп-хоп музики, тут з'явився «Бейкерсфілдский звук» (течія в кантрі-музики), Ду-воп. В долині народилося багато кантрі, ню-метал і ду-воп музикантів і співаків, таких як Бак Оуенс, Мерл Хаггард, Korn, Біллі Майз, Ред Сімпсон, Денніс Пейн, Paradons. Долина Сан-Хоакін також є домом для багатьох інді-хіп-хоп лейблів, R&B-співаків, джаз і фанк музикантів, хіп-хоп виконавців.

## Транспорт
Міжштатне шосе № 5 (I-5) і шосе 99 (SR 99) прокладені вздовж майже всієї долини Сан-Хоакін. I-5 проходить в західній частині долини повз великі населені пункти. Магістралі об'єднуються в південній частині долини у напрямку до Лос-Анджелесу. Коли система міжштатних автомагістралей була створена в 1950-х роках, було прийнято рішення побудувати I-5 як зовсім нове шосе, а не модернізувати вже існуюче US 99.